# Marele Duce Alexei Mihailovici al Rusiei
Marele Duce Alexei Mihailovici al Rusiei (rusă Алексей Михайлович; 28 decembrie 1875 – 2 martie 1895) a fost cel mai mic copil al Marelui Duce Mihail Nicolaievici al Rusiei și verișor primar al Țarului Alexandru al III-lea al Rusiei. A murit la vârsta de 19 ani de tuberculoză.